# جودی بلوم
جودی بلوم (به انگلیسی: Judy Blume)،(۱۲ فوریه ۱۹۳۸) نویسنده آمریکایی کتاب کودکان و نوجوانان و همچنین ادبیات داستانی برای بزرگسالان است. او بیش از ۳۰ کتاب نوشته‌است. از آثار معروف او می‌توان به کتاب خدایا آن‌جایی؟ منم مارگرت (۱۹۷۰)، کتاب داستان‌های یک کلاس چهارمی هیچ‌کاره (۱۹۷۲) و کتاب فاج خل و چل اشاره کرد. نیویورک تایمز دربارهٔ کتاب‌های او می‌گوید: «جادوهایی هستند که برای بخش قابل توجهی از زنان آمریکایی، گذر از دوران کودکی به نوجوانی را نشان می‌دادند».
بلوم، با انتشار اولین رمانش در سال ۱۹۶۹، در زمره اولین نویسندگانی قرار گرفت که کتاب‌هایش برای نوجوانان مسائلی را مطرح می‌کرد که برخی از آنها تابو محسوب می‌شوند. او می‌گفت در دوران نوجوانی‌اش بزرگسالان، هیچگاه دربارهٔ مسائلی که در کتاب‌هایش برای نوجوانان مطرح می‌کند، با او صادق نبوده‌اند. این مطلب انتقاد کسانی را برانگیخت که مایل بودند انتشار کتاب‌هایش ممنوع شوند. این جدال سبب شد که انجمن کتابخانه آمریکا، او را یکی از پرچالش‌ترین نویسندگان قرن ۲۱ بنامد.
علیرغم این انتقادات، ۸۲ میلیون نسخه از کتاب‌هایش، تاکنون به فروش رسیده و به ۳۲ زبان منتشر شده‌اند. او تعدادی جایزه از جمله جایزه مارگرت اوداردز را به سبب مشارکت‌هایش در زمینه ادبیات نوجوانان نصیب خود کرد.

## زندگی
بلوم در فوریه ۱۹۳۸ در الیزابت، نیوجرسی در یک خانواده یهودی به دنیا آمد. او فرزند استر و رادلف ساسمان است. او یک برادر به نام دیوید دارد، که ۵ سال از او بزرگ‌تر است. او می‌گوید که بیشتر دوران کودکی‌اش داستان‌هایی را ذهنش می‌پرورانده‌است.